# Josia turgida
Josia turgida là một loài bướm đêm thuộc họ Notodontidae. Nó được tìm thấy ở Venezuela và có thể Colombia.
Ấu trùng ăn Passiflora capsularis và Passiflora rubra.